# Djabrari
Djabrari (ou Djabad, Djabari) est un village du Cameroun situé dans le département du Logone-et-Chari et la Région de l'Extrême-Nord, au sud-ouest du lac Tchad, à la frontière avec le Nigeria. Il fait partie de la commune de Fotokol.

## Population
Lors du recensement de 2005, 255 personnes y ont été dénombrées.